# Автодор (общество)
Но вот в Москве с недавних пор,

Индустриально пылок,

Победоносный автодор

Стал притеснять кобылок!
Граждане,

мне

начинает казаться,

что вы

недостойны

индустриализации.

Граждане дяди,

граждане тети,

Автодора ради —

куда вы прете?!
Мы святцы похерили… Не имена —

Лука, Фома, Митродор.

Их за пояс сразу всегда заткнут —

Револа и Автодор. 
«Автодо́р» (Общество содействия развитию автомобилизма и улучшению дорог) — добровольное общественное объединение в СССР в 1927—1935 годах, пропагандировавшее автомобилизм, автомобилизацию и дорожное строительство.

## История
В первой половине 1920-х годов автомобильный транспорт и сопутствующая ему инфраструктура в Стране Советов находились на очень низком уровне вследствие гражданской войны и интервенции. СССР занимал одно из последних мест в мире по производству автомобилей и количеству единиц автотранспорта. Лошадь оставалась преобладающим видом транспорта как на селе, так и в городе. Лишь небольшая часть шоссейных дорог имела твёрдое покрытие, автозаправочные станции (колонки) работали только в самых крупных городах: в 1928 году по всей стране насчитывалось лишь 10 колонок для заправки автомобилей, из них 8 — в Москве и Ленинграде. Водители автомобилей часто по старинке закупали бензин в ближайшей аптеке: он, как и керосин, тогда считался лекарственным средством. В стране не было налажено обучение вождению автомобилей, отсутствовали автошколы или учебные комбинаты, практически все шофёры были самоучками. Между тем, автомобильный парк СССР постепенно рос, в основном за счёт импорта их из стран Европы и США. Так, с 1924 года для Москвы началась закупка автобусов британской марки Leyland, для вновь созданного московского такси с 1925 года закупались автомобили французской марки «Рено». В стране развивалось междугороднее автобусное сообщение, активно закупались автомобили для различных организаций и предприятий. В этих условиях в СССР возникла необходимость создать централизованную организацию, которая содействовала бы развитию автомобильного транспорта по всей стране, помогала создавать для него инфраструктуру и популяризировала его среди населения. Идея массовой автомобилизации имела многочисленных сторонников, среди которых был и государственный деятель Андрей Матвеевич Лежава, основатель и бессменный председатель Автодора. Побывав в Германии, Лежава находился под впечатлением от немецких дорог. Он осознавал, что в такой обширной стране, как СССР, дорожное строительство невозможно финансировать только из бюджетных средств, для решения такой неотложной дорожной проблемы необходимо участие широчайших масс.
Валериан Оболенский (Н. Осинский) в июле 1927 года написал статью в газете «Правда» под названием «Американский автомобиль или российская телега», в которой автор попытался развенчать предрассудки насчёт автомобиля как якобы буржуазного средства передвижения: пусть-де на Западе ездят на машинах буржуи, а рабочему и крестьянину автомобиль не по карману. Осинский писал, что в Америке «автомобиль дешёвых марок — как раз рабоче-крестьянский экипаж». Свою машину имеет каждый фермер, и даже бродячие сельхозрабочие разъезжают на «Фордах». Он объяснял это тем, что в СССР автомобили очень дорогие, а в Америке гораздо дешевле благодаря массовому, серийному производству. Экономист предлагал советским гражданам приобретать дешёвые машины в рассрочку, в кредит, и не поодиночке, а небольшими коллективами: кооперативами, жилищными товариществами или группами рабочих. Крестьянину же он советовал с «классической крестьянской телеги, этого универсального, но совершенно варварского экипажа» пересесть на простейшие лёгкие полугрузовики. Осинский в течение ближайших 15 лет предлагал «посадить на автомобиль каждую рабочую и крестьянскую семью», «в этот же срок сделать „проезжим“ наш СССР», построить завод для производства дешёвых автомобилей, посадить армию на автомашины, организовать завод по сборке американских автомобилей (перевозка частей дешевле), расширить ввоз дешёвых машин, сократить расходы на шофёров и «образовать добровольное общество для содействия развитию массового автомобилестроения и массового автотранспорта».
В сентябре 1927 года такое общество было создано. Оно получило название «Автодор» или Добровольное общество содействия развития автомобилизма и улучшению шоссейных дорог СССР. Оно получило статус всесоюзного, и, кроме Центрального совета в Москве, были открыты его филиалы практически во всех столицах союзных и автономных советских республик. Уставом первичные организации Общества избирались на собраниях коллективов предприятий, учреждений, учебных заведений, воинских частей. 26 октября 1927 года на заседании Центрального совета «Автодор» были созданы его первые секции: организационно-финансовая, агитационно-издательская, автомобильная, мотоциклетно-мотороводная, дорожная и профобразования. В 1928 году была образована пожарная секция, целью которой был перевод пожарных экипажей с конной на автомобильную тягу. В 1929 году возникли военная и юношеская секции. В 1932 году был создан учебный комбинат для подготовки и повышения квалификации кадров на автомобильном транспорте, дорожном и тракторном хозяйстве. Здесь обучали не только навыкам вождения автомобилей и мотоциклов, но и ремонту и обслуживанию авто и мототехники. В январе 1932 года состоялся Первый съезд Всесоюзного Общества «Автодор» в Москве.
Начиная с самого своего основания, Автодор проводил большую работу по развитию автомобилизации страны. Общество активно содействовало созданию в СССР первых автомобилестроительных заводов, таких как АМО, «Спартак», позднее в годы первой пятилетки и индустриализации автозаводов имени КИМ в Москве и НАЗ в Нижнем Новгороде. Было учреждено и специализированное периодическое издание «За рулём» для широкого круга читателей интересующихся автомобильным делом, ныне одно из старейших изданий подобного рода в России. Кроме того, «Автодором» проводились и массовые агитационные мероприятия по популяризации автомобильного транспорта: автопробеги, лекции, митинги, лотереи, а также призывы и лозунги, такие как: «Пролетарий и крестьянин — на автомобиль!». Так, «Автодор» был активным инициатором Большого Каракумского пробега 1933 года, одного из первых подобных в СССР. Параллельно этому при помощи государства началось строительство сети шоссейных дорог, автомобильных мастерских, автозаправочных станций.
Вместе с тем массовой пересадки трудящихся и крестьян на собственные автомобили так и не произошло. В СССР автомобиль по-прежнему оставался недоступным для обычных граждан ещё более двух десятилетий, поскольку основная масса автомобилей уходила в армию и государственным организациям. Автомобили практически не поступали в свободную продажу. Ими награждались или имели право покупать их только выдающиеся деятели государства: передовики производства всесоюзного уровня, поэты и писатели, профессора и академики, лётчики, государственные и партийные деятели.
Общество «Автодор» было ликвидировано 23 октября 1935 года, в связи с тем, что в новых условиях «общества „Автодора“ не справились с возросшими потребностями рабочих и трудящихся Советского Союза, начали терять своих членов и прибегать (в особенности их местные органы) для пополнения средств к нездоровой коммерческой деятельности». Взамен предложили организовать автомобильные секции и клубы «по линии всех спортивных организаций и клубов профсоюзов». Часть его функций были переданы Всесоюзному совету физической культуры и ОСОАВИАХИМ.
В честь Общества названы улицы в некоторых населённых пунктах бывшего СССР, в частности, в Минске, Ново-Талицах (Ивановская область) и Запорожье.

## Отражение в культуре
- Соответствуя эпохе конца 1920-х начала 1930-х годов, агитационно-издательская секция «Автодора» издавала плакаты, брошюры, книги в популярном тогда авангардном стиле.
- В романе Ильи Ильфа и Евгений Петров «Золотой телёнок» имеется эпизод с автопробегом, в котором незаконно участвуют главные герои романа: Остап Бендер, Шура Балаганов, Паниковский и шофёр Адам Козлевич на своём автомобиле «Антилопа Гну». При этом на одном из митингов, посвящённых пробегу, Остап призывает покупать лотерейные билеты «Автодора» и озвучивает несколько придуманных им лозунгов на автодоровскую тему, ставших позже крылатыми фразами: «Ударим автопробегом по бездорожью, разгильдяйству и бюрократизму», «Автомобиль не роскошь, а средство передвижения».
- Владимир Маяковский, член «Автодора» с 25 ноября 1927 года, в 1929 году сочинил стихотворение «Стих как бы шофера» на тему нарушений правил дорожного движения. Также поэт упоминает организацию в пьесах «Клоп» и «Баня»[10].
- В стихотворении «Страна принимает бой» А. А. Прокофьев упоминает новое советское имя Автодор.